# Okręgowe rozgrywki w piłce nożnej woj. rzeszowskiego (1957)
Okręgowe rozgrywki w piłce nożnej woj. rzeszowskiego w sezonie 1957.

## Klasa A

### Grupa Południowa / Krośnieńska / Podkarpacka
- Grupa była pierwotnie nazwana jako Krośnieńska[1]. W trakcie sezonu Grupa była nazywana jako Południowa[2] oraz Podkarpacka[3][4]. W grupie występowało 10 zespołów[1].
- Drużyna Stali Sanok, była na początku rozgrywek określana jako Podhalanin Stal Sanok[2]. 2 lipca 1957 doszło do fuzji klubów ZKS Stal Sanok i Sanoczanka Sanok, po czym do końca sezonu w klasie A występował zespół od nazwą RKS Sanoczanka II Sanok (pierwsza drużyna Sanoczanka uczestniczyła w 1957 w III lidze)[4].
- Początkowo była zapowiadana drużyna pod nazwą Kolejarz Rzeszów[1], którą pod koniec sezonu określano jako Ruch Rzeszów[3].
- Początkowo była zapowiadana drużyna pod nazwą Unia Dębica[1], którą pod koniec sezonu określano jako Wisłoka Dębica[3].
- Początkowo była zapowiadana drużyna pod nazwą Górnik Jedlicze[1], którą pod koniec sezonu określano jako Nafta Dębica[3].
- Ostatnią kolejkę w sezonie zaplanowano na 21-22 września 1957[4].
- Z uwagi na brak dostępnej ostatecznej klasyfikacji powyższa tabela przedstawia ostatni dostępny stan tabeli[5][6].
- Promocję do III ligi w sezonie 1958 uzyskała Stal Dębica.

### Grupa Północna / Przemyska
- Grupa była określana jako Północna[2] oraz jako Przemyska[3]. W grupie występowało 11 uczestników[2][7].
- Początkowo występowała drużyna pod nazwą Kolejarz Rozwadów[7], którą pod koniec sezonu określano jako San Rozwadów[3].
- Początkowo występowała drużyna pod nazwą Sparta Nisko[7], którą pod koniec sezonu określano jako KS Nisko[3].
- Ostatnią kolejkę w sezonie zaplanowano na 21-22 września 1957[4].
- Z uwagi na brak dostępnej ostatecznej klasyfikacji powyższa tabela przedstawia ostatni dostępny stan tabeli[8].
- Zwycięzcą grupy została Polna Przemyśl, która awansowała do III ligi w sezonie 1958.